# Predor pod Gradom, Ljubljana
Predor pod Gradom je 487 metrov dolg cestni predor pod Grajskim gričem v Ljubljani, ki je bil zgrajen leta 1959.

## Zgodovina
Predor pod gradom je bil predan prometu leta 1959.
Zaradi onesnaženja, neurejenega prezračevanja in razsvetljave so se prvič resne sanacije lotili leta 1978 na osnovi projekta, ki ga je izdelala Iskra avtomatika, TOZD inženiringi. Predor so na novo prepleskali, vgradili prezračevalne naprave s senzorji ter novo razsvetljavo. Sočasno so rekonstruirali tudi del ceste pri izhodu na Karlovško cesto, ki je bila poškodovana zaradi podrtih dreves oziroma ostankov korenin.
Med julijem in novembrom 2009 je bil predor zaprt zaradi ponovne celovite obnove, ki je bila izvršena zaradi odločbe gradbenega inšpektorata, ki je opozoril na nevarnosti odpadanja keramične obloge stene. Največji problem je predstavljala pronicajoča voda in zamašen drenažni sistem. Sanacija je obsegala ureditev kontroliranega zbiranja in odvajanja zalednih vod, odstranitev poškodovanega dela notranje obloge do globine največ 25 cm v celotni dolžini predora, novo betonsko oblogo, signalizacijo in razsvetljavo ter video nadzor, kasneje (zaradi dolgotrajnega sušenja betona) pa je bil predor še pobarvan. V predoru je bilo izvedeno tudi novo vozišče in obnovljeno hidrantno omrežje ter vgrajena nova elektro-strojna oprema. Obnova je stala 5,7 milijona evrov.

## Geologija
V predoru pod Ljubljanskim gradom so permo-karbonski sloji v dveh izrazito različnih faciesih. V severnem 200 m dolgem delu predora so glinasti skriljavci s tankimi vložki peščenjaka in v južnem delu kremenovi peščenjaki in delno konglomerati. Na meji med faciesoma je izrazit prelom. Geološke razmere hriba je opisal geolog Grimšičar: »… sestoji iz karbonskih peščenjakov, iz drobastih peščenjakov, ki vsebujejo glinence in iz glinastih skriljavcev, ki so jim primešane organske grafitaste luske … na vzhodni strani so skrilavci z vložki peščenjakov… na zahodni strani so peščenjaki… tektonsko poškodovane hribine so se kemično razkrajale… glinasta maža tako med plastmi, kot v razpokah ob tektonskih drsah…« (Šuklje, Grimšičar 1954).

## Gradnja in tehnični podatki
Predor pod Ljubljanskim gradom je bil zgrajen leta 1959 kot povezava med Karlovško in Poljansko cesto. Zgrajen je bil kot dvopasovni dvosmerni predor. Njegova dolžina znaša 487 m.
V severnem delu predora (1951-1955) je bil izkop izvršen po belgijski metodi z lesenim oporjem ter zabetoniran 70 cm in 100 cm debel nosilni in talni obok. V južnem 280 m dolgem delu opiranje ni bilo potrebno, izgrajen je bil izravnalni betonski obok. Obok je bil nearmiran in debel 1 m ali več. Na nosilni obok je bil nameščen sloj za dreniranje vode, bitumenska izolacija in v končni fazi tanka notranja obloga kot zaključni sloj.
- Celotna dolžina predorske cevi: 487,73 m.
- Maksimalna nadmorska višina: 298,25 m (južni portal).
- Vzdolžni nagib se spreminja od 0,2 do 1,3 % in pada v smeri proti Vodnikovemu trgu.
- Prečni sklon vozišča: vozišče je izvedeno v strešnem naklonu - pada od osi vozišča levo-desno +2,0 % do -1,3 %.
- Največja debelina nadkritja: 65 m.

## Urbanizem
Na severu se predor povezuje na Krekov trg in Streliško ulico medtem ko se na jugu povezuje na Karlovško cesto.

## Javni potniški promet
Skozi Predor pod Gradom poteka trasa mestne avtobusne linije št. 2.